# Stanford in the Vale
Stanford in the Vale is een civil parish in het bestuurlijke gebied Vale of White Horse, in het Engelse graafschap Oxfordshire met 2093 inwoners.